# Marizy
Marizy is een plaats en voormalige gemeente in het Franse departement Saône-et-Loire (regio Bourgogne-Franche-Comté) en telt 453 inwoners (1999). De plaats maakt deel uit van het arrondissement Charolles. Marizy is op 1 januari 2016 gefuseerd met de gemeente Le Rousset tot de gemeente Le Rousset-Marizy. 

## Geografie
De oppervlakte van Marizy bedraagt 31,7 km², de bevolkingsdichtheid is 14,3 inwoners per km².
De onderstaande kaart toont de ligging van Marizy met de belangrijkste infrastructuur en aangrenzende gemeenten.

## Demografie
Onderstaande figuur toont het verloop van het inwonertal (bron: INSEE-tellingen).